# Капский узкорот
Капский узкорот (лат. Breviceps gibbosus) — вид бесхвостых земноводных семейства Brevicipitidae.
Тело очень приземистое, длиной до 96 миллиметров. Верхняя часть тела покрыта бородавками, нижняя шершавая. Верхняя часть коричневая, с широкой жёлто-коричневой зубчатой продольной полосой на спине и нечёткой боковой полосой одинакового цвета с обеих сторон. Лоб и рот узкие. Глаза маленькие, их диаметр составляет от десятой до пятнадцатой длины головы. Конечности очень короткие. Первый и второй пальцы одинаковой длины. Второй палец длиннее или немного длиннее четвертого. Пятый палец не длиннее первого. Субартикулярные горбы хорошо узнаваемы. Медиальный плюсневой горб очень большой, в форме совка и длиннее первого пальца.
Этот вид встречается в песчаных районах южноафриканского Капского полуострова от Пикетберха до Стелленбоса, другая популяция встречается в Ньюлендсе.
Капский узкорот живёт под землёй и обычно появляется незадолго до дождей. Встречается во влажных условиях. Его закапывание обеспечивает аэрацию почвы в юго-западной части мыса. Питается червями и мелкими насекомыми. При опасности, узкорот увеличивается в размере, глотая воздух. У лягушек толстые, мускулистые ноги, которые позволяют им закапываться для укрытия. Этот вид не требует открытых водоёмов для размножения, на самом деле, он не умеет плавать и утонет, если его поместить в воду.
Во время брачного периода самцы издают звуки, сидя в траве или из своих убежищ, чтобы самки могли их найти. Поскольку самец слишком мал, чтобы прочно удерживать самку, она выделяет липкую жидкость, которая приклеивает его к спине. Оплодотворение происходит в норе, которую вырыла самка, где откладываются группы приблизительно из 22 яиц. Они откладывают оплодотворенные яйца и желейные капсулы, которые обеспечивают влажность для развивающихся лягушек. Самки останутся зарытыми возле яиц, пока лягушата не пройдут стадию головастика.